# Geling
Geling (kinesiska: 葛岭) är en köping i sydöstra Kina. Den ligger i Yongtai härad i provinshuvudstaden Fuzhou i provinsen Fujian, omkring 32 kilometer sydväst om centrala Fuzhou. Antalet invånare är 13 349. Befolkningen består av 6 124 kvinnor och 7 225 män. Barn under 15 år utgör 12,0 %, vuxna 15-64 år 75 %, och äldre över 65 år 12,0 %.